# Silveiras (Montemor-o-Novo)
Silveiras is een plaats (freguesia) in de Portugese gemeente Montemor-o-Novo en telt 634 inwoners (2001).